# فريحة (قطر)
فريحة هي قرية مهجورة صغيرة على الساحل الشمالي الغربي لقطر في بلدية الشمال. تقع في منطقة الزبارة على بعد 3 كيلومتر شمال بلدة الزبارة وقد أسستها قبيلة آل بن علي قبيلة العتوب الرئيسية في النصف الأول من القرن الثامن عشر جنبا إلى جنب مع بلدة الزبارة التاريخية.
عمر وأصل المستوطنة غير معروف إلا أن الحفريات والوثائق التاريخية تشير إلى أنها كانت في ذروتها في القرن السابع عشر والثامن عشر مما يكاد يكون من المؤكد أنه يرجع تاريخها إلى جارتها الكبرى الزبارة. تغطي القرية مساحة تبلغ حوالي 50 هكتارا وتمتد إلى 700 متر شمالا وجنوبا على طول الساحل وحوالي 200 متر شرقا إلى غربها. تقع حول خليج ضحل.

## التسمية
اسم فريحة يعود إلى الفرح.

## حكم آل بن علي لفريحة
قام آل بن علي الذين هاجروا من الكويت واستقروا في فريحة والزبارة في عام 1732 بإنشاء وحكم هذه المدن التاريخية.
كان آل بن علي هي المجموعة المهيمنة الأصلية التي تسيطر على منطقة الزبارة بما في ذلك فريحة في شبه الجزيرة القطرية وكانت مجموعة ذات أهمية سياسية انتقلت إلى الوراء وإلى الأمام بين قطر والبحرين أصلا مركز قوة بني عتبة. آل بن علي كانوا معروفين أيضا بشجاعتهم وثباتهم و ثرواتهم الوفيرة.
كان لدى آل بن علي مركز مستقل عمليا في البحرين وقطر كقبيلة ذاتية الحكم. استخدموا علم بأربعة خطوط حمراء وثلاثة خطوط بيضاء مع سبعة مثلثات تواجه الغرب تسمى العلم السليمي في البحرين وقطر والكويت والمقاطعة الشرقية في المملكة العربية السعودية.

## انتصار العتوب على نصر آل مذكور في الزبارة في 1783
في 17 مايو 1783 اندلعت الحرب بين قبيلة آل بن علي والعتوب ومقرهم الزبارة وجيش نصر آل مذكور. كانت الزبارة في الأصل مركز قوة قبيلة آل بن علي والعتوب التي كانت تحكم الزبارة والقبيلة المهيمنة الأصلية في الزبارة. وصل حوالي ألفي جندي فارسي إلى البحرين بحلول ديسمبر. ثم هاجموا الزبارة في 17 مايو 1783. بعد الهزيمة سحب الفرس أسلحتهم وتراجعوا إلى سفنهم. وصل أسطول العتوب من الكويت إلى البحرين في اليوم نفسه وأضرموا النار في المنامة. عادت القوات الفارسية إلى البر الرئيسي لتجنيد قوات لهجوم آخر ولكن الحاميات في البحرين تم تجاوزها في نهاية المطاف من قبل العتوب.
من المعروف أن الاستراتيجي في هذه المعركة هو نصر آل مذكور وسقط سيفه في أيدي سلامة بن سيف بن علي رئيس فريحة بعد انهار جيشه وهزمت قواته.
حفظ السيف معهم وظلوا يتوارثونه من الابن إلى الحفيد حتى أعطي كهدية إلى عبد العزيز آل سعود ويمكن مشاهدته في متحف الملك عبد العزيز الحربي في الرياض عاصمة المملكة العربية السعودية.
غزا آل بن علي والعتوب البحرين وطردوا الفرس بعد هزيمتهم في معركة الزبارة التي وقعت في عام 1782 بين آل بن علي والعتوب وجيش نصر آل مذكور حاكم البحرين وبوشهر. كان العتوب موجودون بالفعل في البحرين في ذلك الوقت واستقروا هناك خلال موسم الصيف وشراء حدائق نخيل التمر.

## التاريخ
وصف جون غوردون لوريمر في كتابه دليل الخليج في عام 1904 فريحة بأنها تقع على بعد 3 أميال إلى الجنوب من الخوير وكان بها عدد قليل من القوارب التجارية وحوالي 150 نسمة معظمهم من الصيادين.

## علم الآثار
خضع الموقع للبحث من قبل علماء الآثار القطريين في عام 2005. في الآونة الأخيرة في عام 2009 أطلقت هيئة متاحف قطر بالاشتراك مع جامعة كوبنهاغن مشروع قطر الإسلامي للآثار والتراث وهي مبادرة مدتها عشر سنوات للبحوث والحفظ والتراث للتحقيق في مواقع منطقة الزبارة النائية. هذا المشروع هو مبادرة من رئيس هيئة متاحف قطر المياسة بنت حمد بن خليفة آل ثاني ونائب الرئيس حسن بن محمد آل ثاني. أجرى مشروع قطر الإسلامي للآثار والتراث دراسة استقصائية طبوغرافية كاملة لموقع فريحة مما يسمح بوضع خريطة. أدى ذلك إلى سلسلة جديدة من الحفريات على الموقع استهدفت جامعا مركزيا والعديد من الهياكل المحلية والمدن المحيطة بالمستوطنة.

## قلعة فريحة
تتمثل إحدى السمات الرئيسية للموقع في التنقيب الجزئي والمحفوظ في قلعة فريحة وهي عبارة عن مبنى محصن يقيس حوالي 45 مترا مربعا مع وجود أدلة على أبراج الزاوية بالنمط الإسلامي تم حفرها وحفظها في عام 2005. داخل القلعة مجموعة متنوعة من المنازل وتم العثور على هياكل بما في ذلك غرف تخزين ومطابع التاريخ.

## المسجد
على مقربة من مركز المستوطنة والقلعة تم حفر ثاني أكبر هيكل في القرية. تشير الهندسة المعمارية والمواءمة إلى أن هذا المبنى كان مسجدا. عناصر مثل المحراب والمنبر وبئر للغسيل وفناء مفتوح يعكس عن كثب المساجد القطرية في وقت لاحق.

## العمارة المحلية
تبدو الهياكل الداخلية لفريحة نموذجية لمنطقة الخليج العربي والفترة الزمنية. بنيت الغرف من حجارة صغيرة في كثير من الأحيان مع باحات صغيرة مفتوحة. تم إجراء عمليات التنقيب وخضعت الهياكل لإعادة تشكيل مستمر طوال عمرها وغالبا ما يتم إضافة غرف صغيرة وأقسام فرعية. العثور على أدلة في شكل أوزان الصيد الحجري وكميات كبيرة من عظام الأسماك ووجود مصائد الأسماك والمد والجزر الواسع يشير إلى أن الاقتصاد في المقام الأول كان بحريا. يبدو من المرجح من الأدلة الأثرية أن الاحتلال الأول للموقع كان في هياكل مؤقتة والملاجئ قبل أن يتم بناء المساكن الطينية ثم الطين ثم الحجر.

## مواقع الدفن
إلى الشمال والجنوب من المستوطنة هناك مواقع دفن واسعة مع عدة مئات من التدخلات البشرية الواضحة.

## الفن الصخري
في عام 1956 اكتشفت جيفري بيبي وبيتر غلوب عدة مئات من رسوم كؤوس منحوتة في صخرة في فريحة. تتراوح الأحجام من 5 إلى 23 سم ويكون عمقها من 2 إلى 10 سم ومعظمها يبلغ قطرها 5 سم ويكون عمقها من 1 إلى 3 سم. أشار بيبي وغلوب إلى أن علامات الكأس مماثلة لتلك الموجودة في البحرين والتي يرجع تاريخها إلى فترة دلمون. كما تم توثيق العديد من الآثار في فريحة.
سجلت تصاميم هندسية في فريحة في أربعة أماكن. يتراوح العرض من 11 إلى 15 سم بينما يتراوح الارتفاع من 11 إلى 12 سم. يعتقد بيتر غلوب أنهم كانوا منحوتين من قبل عبادة الخصوبة القديمة. هذه النظرية كانت موضع خلاف من قبل عالم الآثار محمد عبد النعيم الذي يعتقد أنها رموز مجردة أو علامات قبائل.